# Jean-Paul Poletti
Jean-Paul Poletti (in corso Ghjuvan Paulu Poletti; Ajaccio, 28 maggio 1949) è un musicista francese; cantautore e interprete, ricercatore, direttore di coro, ha praticato la polifonia tradizionale corsa, la polifonia francescana, il repertorio sacro.

## Biografia

### Formazione
Jean-Paul Poletti è segnato fin dall'infanzia dai cantanti Bastiais, soprattutto Felix Avazzeri, i tenori César Vezzani e José Luccioni e dal musicista Vincenzo Orsini, "il mio primo maestro, all'origine della mia carriera." È stato formato dal 1987 al 1990 alla grande scuola: le classi di contrappunto, d'armonia e di direzione di coro delle Scholae Cantorum di Firenze e Siena.

### Riappropiazione
Jean-Paul Poletti è uno dei principali attori in questo movimento di «riappropriazione» della cultura corsa militante, che ha segnato gli anni 1970 e 1980; ha fondato nel 1973 con Petru Guelfucci e Minicale il gruppo Canta u Populu Corsu, che fa riscoprire il canto e la polifonia corsa. Canta u Populu Corsu «è in gran parte all'origine della canzone corsa e del suo attuale successo. Direttamente o indirettamente, la maggior parte dei cantanti e gruppi insulari che si esibiscono ne sono oggi la conseguenza». Con il gruppo Les Nouvelles Polyphonies corse Jean-Paul Poletti ha assicurato l'apertura musicale dei giochi olimpici di Albertville 1992 e nel 1994 ha ricevuto una Victoires de la Musique.

### Cantata CorsicaeMessa Sulenna
Nel 1994 è diventato membro onorario del Royal College di Londra, per la sua Cantata Corsica. Nel marzo 2002 l'Opera di Lione realizza la sua Messa Sulenna (composta nel 1998) combinando, per l'esecuzione, il suo Chœur de Sartène, l'Orchestra dell'Opera di Lione, il Coro dell'Opéra di Lione, sotto la direzione del maestro del coro britannico John Alldis.

### Patrimonio immateriale dell'Unesco
Con il cantante Petru Guelfucci, Jean-Paul Poletti è all'origine della candidatura della paghjella, una delle forme polifoniche corse, patrimonio immateriale dell'UNESCO. Supportata da un voto unanime dell'Autorità Territoriale della Corsica, la domanda viene accettata dal Comitato di salvaguardia del Patrimonio Immateriale dell'UNESCO, riunito il 1º ottobre 2009 ad Abu Dhabi.

### Le Chœur de Sartène -U Cori di Sartè
Jean-Paul Poletti ha composto 158 canzoni e 9 opere classiche durante la sua carriera.. "O come, a partire dalla radice comune di un attivismo culturale fondato su una causa politica, i canali potrebbero biforcarsi verso la ricerca sul patrimonio, la rinascita estetica e la professionalità." Jean-Paul Poletti dirige il centro d'arte polifonica di Sartene, inaugurato nel 2011. Dirige anche il Coro di Sartène (in corso: U Cori di Sartè), da lui creato nel 1995: "L'artista non ha perso nessuna delle sue convinzioni, ma ora il suo attivismo si esprime nella bellezza. Da oggi il suo sogno di inserire la polifonia mediterranea nella storia della musica classica è divenuto realtà".